# Melicope ternata
Melicope ternata, ook wel wharangi genoemd, is een soort uit de wijnruitfamilie (Rutaceae). De soort is een struik of kleine boom die voorkomt in Nieuw-Zeeland. De boom kan een groeihoogte van acht meter bereiken en groeit in de kustgebieden van het Noordereiland. 